# Милош Стружка
Милош Стружка (на чешки: Miloš Strużka) е чехословашки футболен треньор, ръководил тима на Левски (София) през сезон 1940/41.

## Треньорска кариера
Треньорската му кариера преминава през клубове в Прага, Букурещ, Париж, Алжир и Мароко. През март 1940 г. изпраща писмо до БНСФ с желание да работи в България. През август 1940 г. оглавява сборния отбор на София в контролни срещи.
Стружка поема Левски през 1940 г., като заменя на поста Асен Панчев. Той забелязва огромния талант на Васил Спасов – Валяка и го привлича в тима. Под ръководството на Стружка тимът завършва на четвърто място от седем отбора в Столичното първенство. Допуснати са разгромни загуби с 1:4 и 1:5 от ФК 13, както и две поражения от Славия. „Сините“ печелят 6 срещи и завършват наравно в още два мача. В Царската купа Левски достига до третия кръг. Победени са тимовете на График и Борислав, преди „сините“ да отпаднат от ЖСК (София) след разгром с 0:4. По време на престоя си допринася за подобряването на физическото състояние на играчите. Остава на поста до края на 1941 г.
По време на работата си в софийския Левски, известно време ръководи и футболистите на отбора на Левски (Пловдив) поради по-добрите условия. През лятото на 1941 г. ръководи тима на Хоментмен, играещ в трета дивизия на София.
По-късно ръководи софийските България, Ботев и Устрем.
През 1943 г. се евакуира в Попово и поема местния тим Кубрат. Тимът достига до полуфиналите за Царската купа през 1944 г., но турнирът не завършва поради деветосептемврийския преврат. През 1946 г. води Септември (София).
По-късно е треньор на СК Кладно, като под негово ръководство играят българите Стефан Божков и Борислав Футеков. На треньорския пост в Кладно е заменен от унгареца Молнар.